# Onchidoris diademata
Onchidoris diademata är en snäckart som först beskrevs av Gould 1870.  Onchidoris diademata ingår i släktet Onchidoris och familjen Onchidorididae. Inga underarter finns listade i Catalogue of Life.